# Martín Aquino
Ponciano Martín Aquino (Tala, 1889-Fraile Muerto, Cerro Largo, 5 de marzo de 1917) fue un matrero uruguayo.

## Biografía

### Infancia y juventud
Célebre matrero, que a principios del siglo XX adquirió fama enfrentándose con la policía en medio de los campos uruguayos. Hijo natural de Francisca Aquino, Ponciano Martín Aquino nació en la 10.ª Sección del departamento de Canelones, un 19 de noviembre de 1889, de acuerdo a lo expresado por su madre, quien al darlo a luz contaba con 34 años. El juez de Paz de esa época era Juan María Turriero y los testigos de este nacimiento fueron Marcos Annoni, italiano, y José María Tabaidelo, un español radicado en la zona; otro vecino, Bernardo López, firmó - a ruego de la madre- al manifestar ésta no saber hacerlo. Tuvo dos hermanas: Elisea y Ramona y algunos medios hermanos, hijos de un tal Pinela. A pesar de esto, las últimas investigaciones entienden que en el caso puntual de Martín su padre natural sería un estanciero de nombre Sánchez. Uno de estos medios hermanos, Gregorio Pinela, lo acompañaría en sus andanzas.
Nada más se conoce o ha trascendido de la vida de Martín Aquino, hasta que con 16 años de edad, en 1905, toma plaza de guardia civil en la Comisaría de Tala, como lo establece el parte oficial N.º 173 de ese ejercicio y que textualmente dice:
"Julio 13 de 1905. Porongos. A M.S. para dar de alta en el personal de esa Comisaría a Martín Aquino, en reemplazo de Audencio Arias. Saluda en Sr. Jefe a quien Dios gde. ms. as. Teófilo Alfonso, Comisario."
A su vez, el Parte N.º 305, asentado de puño y letra por el comisario seccional en el libro respectivo, da cuenta de su desvinculación de la Policía en estos términos:
"25 de diciembre de 1905. Solicito a Ud. la correspondiente autorización para dar de baja del Personal de esta Policía al G. Civil Martín Aquino. Saluda al Sr. Jefe, a quien Dios guarde ms. as. Teófilo Alfonso."
Son muchas las fuentes que atestiguan que siendo aún muy joven participó en la revolución Saravista de 1904, peleando según parece para ambos bandos. Primero enlistado con el General Benavente bajo la divisa Colorada en Tala, pero luego, como él mismo declarará años después ante el juzgado de Minas, termina siendo desarmado con el resto de los blancos en Nico Pérez. Se desconoce cuánto tiempo militó en cada bando, y por qué circunstancias emigró de uno al otro.
Vuelto a su pago, con escasa educación, intentó ejercer diversos oficios (trabajó incluso, durante algunos meses, como policía en la localidad de Tala) para terminar como peón de estancia.

### Fuera de la ley
Tropeando caballos para su patrón, y por circunstancias desconocidas, lo hiere de tres tiros en medio de un altercado, dándose posteriormente a la fuga y quedando de ahí en más para siempre fuera de la ley. La tradición oral recuerda que el suceso se originaría cuando su patrón le pretendía descontar de su salario un par de vacunos ahogados al cruzar un arroyo, sin embargo la investigación de Abella desmiente este supuesto, y confirma la versión inicialmente enunciada. Aunque, y a favor del matrero, demuestra también que las heridas no eran mortales, y que la muerte del estanciero fue muy posterior y debido a mala praxis médica (seguramente la ingestión accidental de la sonda con que le estaban alimentando).
Forzado por las circunstancias vive, entonces, como matrero dedicándose al robo de ganado, (fundamentalmente de caballos) y al contrabando, siendo especialmente activo en el sur del departamento de Florida y en el norte del departamento de Canelones. La zona es especialmente propicia para el matrero por la simpatía que despierta en la población local, que lo protege y lo oculta, y por su excepcional conocimiento de la geografía de la zona, fundamentalmente el monte costero de los arroyos San Gabriel, Chamizo y del propio río Santa Lucía, donde continúa con sus correrías. 
Se enfrenta en varias ocasiones con la policía y crece el ensañamiento de las autoridades en su persecución. En el año 1909, emboscado por dos guardias civiles, ultima en feroz tiroteo al policía Juan Ojeda. Ante la voraz persecución de los cuerpos de seguridad escapa al Brasil, pero es detenido en territorio brasileño en Paso del Centurión, a metros del Río Yaguarón (límite internacional desde el año 1865 entre Uruguay y el Brasil), y llevado a la comisaría del pueblo de Yerbal y, notificada las autoridades uruguayas de su captura, se pide su extradición.

### Prisión y sucesos de Horqueta de Arias

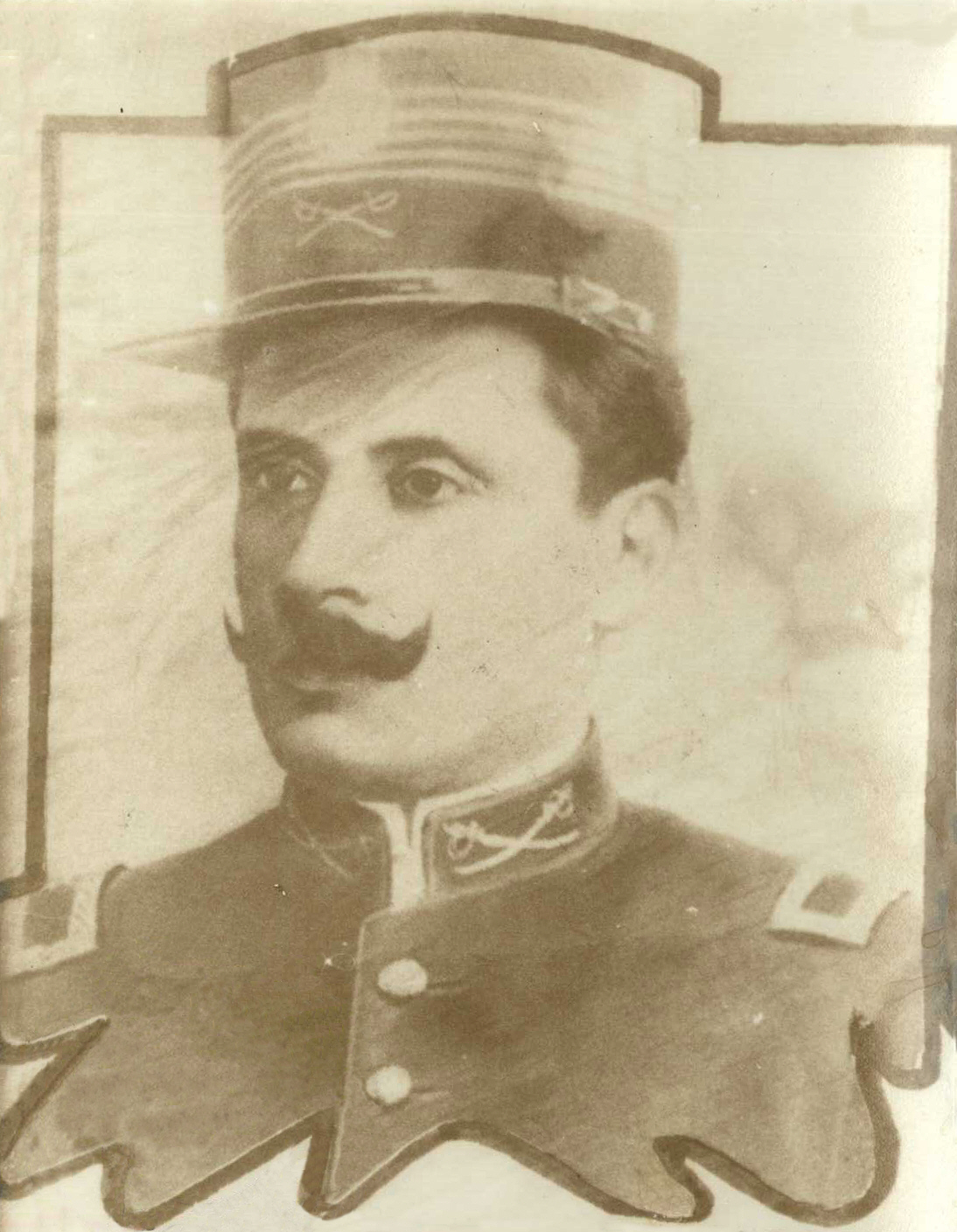
Juan Ignacio Cardozo, jefe político de Florida muerto en un enfrentamiento con Aquino en la Horqueta de Arias.

Cumple cerca de un año de prisión en la cárcel de Minas, en el departamento de Lavalleja, por los dos homicidios que se le atribuyen. Sin embargo, el baqueano consigue fugarse espectacularmente en el año 1913, causando gran sensación en la prensa nacional y vuelve a estar activo en la zona de Florida, próximo a sus pagos natales de Fray Marcos.
Resuelto a terminar con la leyenda del bandido, en junio de 1914 el jefe político de Florida, el teniente coronel Juan Ignacio Cardozo, distinguido combatiente en filas coloradas en la guerra de 1904, parte desde la capital departamental con un fuerte escuadrón policial. Lo acompaña el Comisario Taumaturgo Román y al menos otros cinco funcionarios policiales más.
Para desgracia de ellos, dan con el matrero y su hermano en Horqueta de Arias. Tras la fuga de su compinche Pinela, Aquino se enfrasca en un osado tiroteo y desde el lomo de su caballo consigue, a pesar de ser herido en su cuello, fugarse una vez más de la autoridad policial. En el campo quedó tendido ya muerto el coronel Cardozo, el comisario Román con heridas que le causarán la muerte a las pocas horas, y otros lesionados menores.
El escándalo político ya es de nivel nacional, y desde Montevideo se despachan elementos militares representados por el regimiento 12° de caballería bajo el mando del comandante Klein. Pese a todo, entrelazándose con la leyenda, el matrero consigue una vez más evadirse y se le pierde la pista.
Su figura comienza a tener una aureola de heroísmo que despierta admiración entre la gente del campo y de la capital. Las noticias que exponen sus hazañas son seguidas con gran atención.

### Vida en Cerro Largo
Con otra identidad, Aquino consigue el amparo del caudillo nacionalista Nepomuceno Saravia. Durante un tiempo, cobijado por este hombre, se dedica a tareas de peón agregado, tropeo de ganado y, ocasionalmente, al contrabando. Para marzo de 1917 las autoridades reciben informaciones de la presencia de Aquino, seguramente del caudillo colorado José Saravia, tío y enemigo del primero. Es tal la fama del forajido que las autoridades locales, instruidas desde Montevideo, deciden realizar un complejo plan para atraparlo. A tales efectos infiltran un hombre dentro de los allegados de Aquino, de nombre Nicomedes Olivera. Confirmada la identidad de Aquino, e informados de sus hábitos, la policía se prepara para asestarle el golpe final.

### Muerte y leyendas
En un rancho de la localidad de Fraile Muerto es rodeado por la policía, liderada por Ventura González, junto a sus compañeros de andanzas: Roque Franco y el Indio Melgarejo. Aquino es desde un principio quien de manera más osada responde con un revólver Colt 44 y otro Orbea 38 al fuego policial. Melgarejo cae en las refriegas iniciales y Aquino recibe varias heridas que comprometen fatalmente su salud. Vista la situación, Franco consigue escaparse ("ganar el monte" en la terminología de la época) y Martín resiste solo la acometida de los dieciséis policías que le tienen rodeado. En un acto que corona su leyenda, usa la última bala que le queda en su cargador para suicidarse: prefiere matarse a darle el gusto de que lo hicieran los policías. Su cuerpo, ya muerto, recibe otros balazos y es exhibido infamemente por las calles de Melo desde un humilde carro.
Nadie pudo dar nunca más con Franco. El compañero de andanzas de Aquino consigue evadirse instantes antes lanzando un colchón por la ventana, en el que los policías descargan sus tiros, ganando el tiempo justo para escaparse.

## Obras sobre su vida
Su vida y sus andanzas, que habían logrado gran repercusión popular, pasan a tener tintes de leyenda luego de su muerte, obteniendo el mote popular de “El último matrero”. Este arraigo como figura popular se expresa artísticamente en distintos textos, canciones y otras obras que en mayor o menor medida incorporan la mitología que rodea a su persona, y que lo mantienen en la memoria colectiva de la campaña oriental. Representa para muchos el último estertor de la folklórica figura del gaucho; incomprendido y perseguido hasta su exterminio por el imparable avance de la modernización.

### Filmografía
- Martín Aquino, el último matrero, película uruguaya, escrita y dirigida por Ricardo Romero en 1996 y estrenada ese mismo año.
- Martín Aquino, el último matrero, película incompleta realizada por Miguel Ángel Melino en 1956. Solo se conservan unos 30 minutos de tomas exteriores sin sonido, preservados por Cinemateca Uruguaya.

### Obras literarias
- Martín Aquino (obra teatral y biografía, del autor uruguayo Mario Rivero. 1967)
- Aquino (novela de Guillermo Álvarez Castro. Montevideo. Arca, 1993, reeditada por Santillana en 2007)[1]
- Martín Aquino. Entre la historia y la leyenda (Carlos Carbajal. 1993)
- Las dos vidas de Martín Aquino (novela de Eduardo Lorier. 1996)
- El regreso de Martín Aquino (novela de Napoleón Baccino Ponce de León. ISBN 9974-7710-1-3. Casa Editora. 2003)
- Martín Aquino, batllismo y barbarie (Marcos Hernández Desplats. Editorial AECL. 2008)
- Martín Aquino. El matrero (Walter «Serrano» Abella y Javier Vaz. ISBN 978-9974-49-445-9. Editorial Fin de Siglo. 2009)

### Canciones
- El Matrero (Los Olimareños, sobre texto de Rubén Lena. Incluido en el disco Quiero a la sombra de un ala. Orfeo ULP 90505. 1966)
- A Ponciano Martín (Heber Rodríguez y La Tocata, sobre texto de Elbio Fernández)
- La sombra del Matrero (Copla Alta, sobre texto de   Néstor Moreno y Alejandro Silvera)
- La balada de Martín Aquino (Garo)

### Artes plásticas
- Muerte de Martín Aquino (xilografía de Carlos González. 1943)[2]